# Neocautinella neoterica
Neocautinella neoterica là một loài nhện trong họ Linyphiidae.
Loài này thuộc chi Neocautinella. Neocautinella neoterica được Eugen von Keyserling miêu tả năm 1886.